# نبیل فقیر
نبیل فقیر (عربی: نبیل فقير؛ زادهٔ ۱۸ ژوئیهٔ ۱۹۹۳) بازیکن فوتبال اهل فرانسه است.
از باشگاه‌هایی که در آن بازی کرده‌است می‌توان به لیون و رئال بتیس اشاره کرد.
وی همچنین در تیم ملی فوتبال فرانسه بازی کرده‌است.
فقیر اصالتی الجزایری دارد و توسط تیم ملی این کشور هم فراخوانده شد ولی وی ترجیح داد تا برای تیم ملی فوتبال فرانسه به میدان برود.
نبیل فقیر در سال ۲۰۱۵ در دیداری دوستانه در مقابل تیم ملی فوتبال پرتغال مصدوم شد و فصل ۱۶–۱۵ لیگ ۱ را به‌طور کامل از دست داد.